# Rockhampton Tennis International
Il Rockhampton Tennis International è un torneo professionistico di tennis giocato su campi in cemento. Fa parte dell'ITF Women's Circuit. Si gioca annualmente a Rockhampton in Australia. Ha fatto parte dell'ITF Men's Circuit.

## Albo d'oro

### Singolare femminile
| Anno | Campionessa     | Finalista   | Punteggio     |
| ---- | --------------- | ----------- | ------------- |
| 2012 | Olivia Rogowska | Sacha Jones | 0–6, 6–3, 6–2 |

### Doppio femminile
| Anno | Campionesse                        | Finaliste                                 | Punteggio           |
| ---- | ---------------------------------- | ----------------------------------------- | ------------------- |
| 2012 | Ayu Fani Damayanti Lavinia Tananta | Nicha Lertpitaksinchai Peangtarn Plipuech | 5–7, 7–6(2), [10–8] |

### Singolare maschile
| Anno | Campione     | Finalista        | Punteggio |
| ---- | ------------ | ---------------- | --------- |
| 2008 | Nick Lindahl | Brendan Mckenzie | 6–1, 6–2  |

### Doppio maschile
| Anno | Campionesse               | Finaliste                       | Punteggio           |
| ---- | ------------------------- | ------------------------------- | ------------------- |
| 2008 | Andrew Coelho Adam Feeney | Daniel King-Turner Jose Statham | 1–6, 7–6(4), [11–9] |